# Pedro Olórtegui Perea
Pedro José Olórtegui Perea (Lima, 6 de abril de 1962) es un actor y abogado peruano, conocido por haber protagonizado en obras de teatro en su país y por interpretar el personaje recurrente del Dr. Ronald Cross en la teleserie Al fondo hay sitio.

## Biografía
Nació el 6 de abril de 1962 en Lima, bajo el nombre completo de Pedro José Olórtegui Perea. Realizó sus estudios escolares en el Colegio La Inmaculada y estudió la carrera de Derecho en la Universidad San Martín de Porres, siendo egresado ejerciendo la profesión.
Comenzó su carrera artística a la edad de dieciséis años, participando en comerciales de televisión en 1979 e inicia su faceta como actor haciendo su debut en el reparto principal de la obra teatral Los árboles nunca mueren de pie. Retomó su faceta actoral en 2000 como parte del rol principal de la telenovela Milagros en el papel de Eduardo Echeverría. Según en su entrevista para la televisora Canal E, se inclinó en el medio artístico por influencia de su padre.
Fruto de su fama, participó en los repartos de las producciones del canal Frecuencia Latina durante los años 2000, donde se destacó en las telenovelas Qué buena raza (2002-2003), Demasiada belleza (2003) como el Dr. Simón Golderberg y Graffiti (2008) en el papel del doctor Treyes. 
Pero fue hasta el año 2010 cuando alcanzaría al estrellato interpretando el personaje del Dr. Ronald Cross, abogado de la empresaria Francesca Maldini, en la teleserie cómica Al fondo hay sitio, permaneciendo por varias temporadas consecutivas en el rol recurrente. Además, tuvo unas breves participaciones en las telenovelas Vacaciones en Grecia (2013) como el Fiscal, En la piel de Alicia (2019) en el papel del doctor Eduardo López, Mi esperanza (2018) con el rol del médico Rodrigo Moreno, Señores papis (2019) como el Juez y Maricucha (2023) en el personaje del amigo de Octavio; y como el doctor en las telenovelas Los otros Concha (2024) y Tu nombre y el mío (2024); durante su etapa de colaboraciones con la productora Michelle Alexander.
Tras más de treinta años de trayectoria, Olórtegui asumió por primera vez el protagónico con la obra teatral Luv en 2011, contando con la colaboración del Club Regatas Lima, bajo el personaje de Harry.
En el año 2016, participó en el reparto principal de Después de la muerte y protagoniza la obra Amish-Tades con derecho, estrenado en el Auditorio ICPNA de Miraflores, compartiendo roles con la primera actriz Haydeé Cáceres, que años más tarde, volvió a trabajar con ella como protagonista de la ficción Hogar dulce hogar en 2019, donde Olórtegui asume el papel de Carlos, un padre de familia que vive disfuncionalmente a vísperas de Navidad.
Olórtegui asumió de nuevo el protagónico con la obra teatral La clave de la eterna juventud en 2023 y participó en las otras producción del mismo género Don Juan Tenorio y En las nubes. En ese año, fue parte de la obra testimonial Quiero ser actor al lado de Nicolás Fantinato, y coprotagoniza el drama Eutanasia, interpretando a un médico.
Olórtegui asume el coprotagónico del drama Cuatro mujeres en 2018, compartiendo roles junto a Amparo Brambilla.
Fue protagonista de la obra teatral La poción de la verdad en 2024, bajo el personaje de Jaime. Al poco tiempo, protagoniza el montaje peruano La comedia del año de la dirección de Marcelo Oxenford, siendo estrenado en el Teatro Jade, donde interpreta a un administrador que se reúne en un grupo de amigos en un bar.

## Filmografía

### Teatro
| Año  | Título                           | Rol           | Notas                             |
| ---- | -------------------------------- | ------------- | --------------------------------- |
| 1979 | Los árboles nunca mueren de pie  |               | Reparto principal y debut actoral |
| 2011 | Luv                              | Harry         | Protagonista                      |
| 2012 | La flaca                         |               | Protagonista                      |
| 2016 | Amish-Tades con derecho          | Tades         | Protagonista                      |
| 2016 | Alter ego                        |               | Reparto principal                 |
| 2016 | Detrás de la muerte              |               | Reparto principal                 |
| 2018 | Cuatro mujeres                   |               | Coprotagonista                    |
| 2019 | Hogar dulce hogar                | Carlos        | Protagonista                      |
| 2023 | Las claves de la eterna juventud |               | Protagonista                      |
| 2023 | Don Juan Tenorio                 |               | Reparto principal                 |
| 2023 | En las nubes                     |               | Reparto principal                 |
| 2023 | Eutanasia                        | Médico        | Coprotagonista                    |
| 2024 | La poción de la verdad           | Jaime         | Protagonista                      |
| 2024 | La comedia del año               | Administrador | Protagonista                      |

### Televisión
| Año        | Título                      | Rol                                                  | Notas              | Emisión            |
| ---------- | --------------------------- | ---------------------------------------------------- | ------------------ | ------------------ |
| 1998       | La rica Vicky               |                                                      | Reparto principal  | Frecuencia Latina  |
| 2000-2001  | Milagros                    | Ernesto Echeverría                                   | Reparto principal  | América Televisión |
| 2002-2003  | Qué buena raza              | Dr. Simón Golderberg                                 | Reparto principal  | Frecuencia Latina  |
| 2003       | Demasiada belleza           | Dr. Simón Golderberg                                 | Reparto secundario | Frecuencia Latina  |
| 2006       | La gran sangre              | Dueño de una biblioteca                              | Reparto recurrente | Frecuencia Latina  |
| 2006       | Las virgenes de la cumbia 2 |                                                      | Reparto recurrente | Frecuencia Latina  |
| 2007       | Néctar en el cielo          |                                                      | Reparto recurrente | Frecuencia Latina  |
| 2008       | La pre                      | Alcalde de Mirasoles                                 | Reparto recurrente | Frecuencia Latina  |
| 2008-2009  | Graffiti                    | Dr. Treyes                                           | Reparto secundario | Frecuencia Latina  |
| 2010-2016  | Al fondo hay sitio          | Dr. Ronald Cross / «Ronald Moto Cross» / «Dr. Cross» | Reparto secundario | América Televisión |
| desde 2022 | Al fondo hay sitio          | Dr. Ronald Cross / «Ronald Moto Cross» / «Dr. Cross» | Reparto secundario | América Televisión |
| 2011       | Tribulación                 | Arzobispo Bernardi                                   | Protagonista       | América Televisión |
| 2013       | Vacaciones en Grecia        | Fiscal                                               | Reparto recurrente | América Televisión |
| 2013       | Mi amor, el wachimán        | Abogado                                              | Reparto recurrente | América Televisión |
| 2015       | Amor de madre               | Doctor                                               | Reparto secundario | América Televisión |
| 2017-2019  | De vuelta al barrio         | Sr. Martínez                                         | Reparto secundario | América Televisión |
| 2018       | Colorina                    | Dr. Rodolfo Goycochea                                | Reparto recurrente | América Televisión |
| 2018       | Mi esperanza                | Dr. Rodrigo Moreno                                   | Reparto recurrente | América Televisión |
| 2019       | Señores papis               | Jefe de Ignacio                                      | Reparto recurrente | América Televisión |
| 2019       | En la piel de Alicia        | Dr. Eduardo López                                    | Reparto recurrente | América Televisión |
| 2021       | Los otros libertadores      | Gustavo Santos                                       | Reparto recurrente | Latina Televisión  |
| 2022       | Junta de vecinos            | Dr. Mispireta                                        | Reparto principal  | América Televisión |
| 2023       | Maricucha                   | Boris                                                | Reparto recurrente | América Televisión |
| 2023       | Luz de luna                 | Juez                                                 | Reparto recurrente | América Televisión |
| 2024       | Súper Ada                   | Director del comercial                               | Reparto recurrente | América Televisión |
| 2024       | Los otros Concha            | Doctor                                               | Reparto recurrente | América Televisión |
| 2024       | Tu nombre y el mío          | Doctor                                               | Reparto recurrente | América Televisión |

### Cine
- El cebichito (2015)
- Once machos (2017) como Doctor (reparto secundario).
- La Foquita: El 10 de la calle (2020) como Molina (reparto principal).
- Un extraño en el funeral (2021) como Amigo del difunto (protagonista).
- Pirú: un viaje de oro (2024)